# Gruiu
Gruiu é uma comuna romena localizada no distrito de Ilfov, na região de Muntênia. A comuna possui uma área de 62.00 km² e sua população era de 6585 habitantes segundo o censo de 2007.